# Andrographis nallamalayana
Andrographis nallamalayana är en akantusväxtart som beskrevs av Jamuel Leopold Ellis. Andrographis nallamalayana ingår i släktet Andrographis och familjen akantusväxter. Inga underarter finns listade i Catalogue of Life.